# Gentleman's lib
『gentleman's lib』（ジェントルマンズ・リブ）は、SCRIPTの1枚目のアルバム。2000年1月21日にAFD RECORDSよりリリース。

## 概要
SCRIPTのファーストアルバム。2000年12月6日にリリースされたデビューシングル「トーキングヘッズ」が収録されている。
アルバム収録曲「エンドルフィン」は2004年にリリースされたミュージック・ビデオ『SCRIPT Rock Inventions〜MUSIC VIDEO CLIPS〜』にプロモーション映像が収録されている。

## 収録曲
| #   | タイトル               | 作詞・作曲 |
| --- | ---------------------- | ---------- |
| 1.  | 「コミュニケーション」 | 佐々木收   |
| 2.  | 「ダイエット」         | 佐々木收   |
| 3.  | 「エンドルフィン」     | 佐々木收   |
| 4.  | 「トーキングヘッズ」   | 佐々木收   |
| 5.  | 「バーゲンセール」     | 佐々木收   |
| 6.  | 「New brighter day」   | 佐々木收   |
| 7.  | 「WOW LIFE」           | 渡邊崇尉   |
| 8.  | 「マーチ」             | 佐々木收   |
| 9.  | 「Present」            | 渡邊崇尉   |
| 10. | 「Wonderful love」     | 渡邊崇尉   |

## タイアップ
「トーキングヘッズ」
TBS系「王様のブランチ」11月度エンディングテーマ。